# Jean Cavaillès
Jean Cavaillès (Saint-Maixent-l'École, 15 de maio de 1903 - Arras, 17 de fevereiro de 1944) foi um filósofo e matemático francês.

## Biografia
Estudou na  École Normale e foi professor de lógica matemática em Estrasburgo e na Sorbonne. Participou ativamente da Resistência francesa à ocupação nazista sendo um dos fundadores dos movimentos Libération. Tenente da Infantaria e prisioneiro evadido, tornou-se membro do Comitê Diretor de Libertação-Norte assumindo a execução de missões audaciosas como sabotagens à marinha do Reich e a destruição de instalações alemãs de faróis telecomandados nas costas francesas. Acabou preso pela Gestapo em 28 de agosto de 1943. Detido na Prisão de Fresnes, foi torturado e passou por doze interrogatórios que não lhe arrancaram uma palavra. Por fim, foi transferido para a Fortaleza de Arras, onde foi fuzilado em 17 de fevereiro de 1944.

## Obras
- Remarques sur la formation de la théorie abstraite des ensembles (1938)
- Méthode axiomatique et formalisme (1938)
- Sur la logique et la théorie de la science (1947, póstuma).
- Transfinito e Contínuo (1947, póstuma)